# Éditions Police-Journal
 (août 2024).
La mise en forme du texte ne suit pas les recommandations de Wikipédia : il faut le « wikifier ».
Les points d'amélioration suivants sont les cas les plus fréquents :
- Les titres sont pré-formatés par le logiciel. Ils ne sont ni en capitales, ni en gras.
- Le texte ne doit pas être écrit en capitales (les noms de famille non plus), ni en gras, ni en italique, ni en « petit »…
- Le gras n'est utilisé que pour surligner le titre de l'article dans l'introduction, une seule fois.
- L'italique est rarement utilisé : mots en langue étrangère, titres d'œuvres, noms de bateaux, etc.
- Les citations ne sont pas en italique mais en corps de texte normal. Elles sont entourées par des guillemets français : « et ».
- Les listes à puces sont à éviter, des paragraphes rédigés étant largement préférés. Les tableaux sont à réserver à la présentation de données structurées (résultats, etc.).
- Les appels de note de bas de page (petits chiffres en exposant, introduits par l'outil «  Source ») sont à placer entre la fin de phrase et le point final[comme ça].
- Les liens internes (vers d'autres articles de Wikipédia) sont à choisir avec parcimonie. Créez des liens vers des articles approfondissant le sujet. Les termes génériques sans rapport avec le sujet sont à éviter, ainsi que les répétitions de liens vers un même terme.
- Les liens externes sont à placer uniquement dans une section « Liens externes », à la fin de l'article. Ces liens sont à choisir avec parcimonie suivant les règles définies. Si un lien sert de source à l'article, son insertion dans le texte est à faire par les notes de bas de page.
- La présentation des références doit suivre les conventions bibliographiques. Il est recommandé d'utiliser les modèles {{Ouvrage}}, {{Chapitre}}, {{Article}}, {{Lien web}} et/ou {{Bibliographie}}. Le mode d'édition visuel peut mettre en forme automatiquement les références.
- Insérer une infobox (cadre d'informations à droite) n'est pas obligatoire pour parachever la mise en page.

Pour une aide détaillée, merci de consulter Aide:Wikification.
Si vous pensez que ces points ont été résolus, vous pouvez retirer ce bandeau et améliorer la mise en forme d'un autre article.
Police-Journal fut une maison d'édition québécoise francophone de magazines et romans en fascicules. La maison d'édition publiait de la littérature populaire qui s'inscrivait dans les genres du mystère, de l'aventure, de la romance, etc.

## Historique
En 1943, Edgar Lespérance acheta les Éditions du Bavard, alors détenues par Eugène L'Archevêque. En 1944, Lespérance fonda officiellement les Éditions Police-Journal qui ont été actives jusqu'au milieu des années 1960.
Police-Journal publiait de la littérature sérielle, soit des imprimés populaires qui paraissaient à date fixe et qui étaient conformes à un modèle stéréotypé.
Les publications de cette maison d'édition étaient généralement longues de 32 pages, imprimées sur du papier bas de gamme et illustrées par une ou deux couleurs en page de couverture. André L'Archevêque est le seul illustrateur connu des éditions Police-Journal. Par ailleurs, la plupart des imprimés ont été publiés sous des pseudonymes: Paul Verchères, Jeanne Zéphire, Georgette Mars, etc.

## Publications
Les Éditions Police-Journal ont publié 8 séries et collections qui totalisent environ 5500 imprimés : Les Exploits policier du Domino Noir ; Romans d'amour ; Les Aventures policières d'Albert Bien, détective national des Canadiens français ; Les Aventures extraordinaires de Guy Verchères, l'Arsène Lupin canadien-français ; Les Aventures étranges de l'Agent IXE-13, l'as des espions canadiens ; Aventures de Cow-Boys ; Les Aventures futuristes de deux savants canadiens-français ; Diane la belle aventurière.
La maison d'édition publiait aussi des magazines et journaux dont Police Journal et Histoires vraies.
Police-Journal était distribué dans 1800 points de vente.

## Études
Le Groupe de recherches et d'études sur le livre au Québec (GRÉLQ) s'intéresse présentement aux imprimés populaires et aux Éditions Police-Journal.
François Hébert a donné, entre 2014 et 2019, une collection de littérature populaire aux archives de l'Université de Sherbrooke. Il a également publié, aux éditions GID, deux tomes sur la littérature populaire en fascicules au Québec.